# Dragonhead
Dragonhead (Japans: ドラゴンヘッド - Doragon heddo) is een Japanse rampenfilm uit 2003 onder regie van Jôji Iida, gebaseerd op de gelijknamige manga albums van Minetaro Mochizuki.
Teru en Ako zitten in een trein wanneer die in een tunnel verongelukt. Wanneer ze weer bij bewustzijn komen, liggen ze tussen de lijken. Er is maar één andere overlevende, hun klasgenoot Nobuo. Nobuo is bepaald niet in orde, want hij probeert hen te vermoorden. Ze vluchten, maar wanneer ze na een lange kruiptocht door een rioolbuis eindelijk buiten zijn wacht hun een nieuwe verschrikking: het regent as en het hele land ligt in puin. In deze desolate omgeving gaan ze op weg naar Tokyo, op zoek naar overlevenden.

## Rolbezetting
Hoofdpersonages:
- Satoshi Tsumabuki - Teru Aoki
- Sayaka - Ako
- Takayuki Yamada - Nobuo Takahashi
- Naohito Fujiki - Ji mura
- Yoshimasa Kondo - Iwata
- Kyusaku Shimada - Minila
- Minori Terada - Andou